# Distretto di Dera Bugti
Il distretto di Dera Bugti è un distretto del Belucistan, in Pakistan, che ha come capoluogo Dera Bugti. Nel 1998 possedeva una popolazione di 181.310 abitanti.